# Kostel Nalezení svatého Kříže (Žim)
Farní kostel Nalezení svatého Kříže v Žimu je původně gotická, později empírově přestavěná, sakrální stavba. Od roku 1964 je kostel chráněn jako kulturní památka.

## Historie
Původně gotický kostel prošel řadou přestaveb a rozšíření. Nejdříve byl upravený v 16. století. Tehdy byly pořízeny nové zvony. Loď byla přistavěna v roce 1699 a sakristie v roce 1777. Stavební úpravy a přestavba pochází z roku 1834. Věž byla přistavěna v roce 1875. Další opravy proběhly v roce 1925. Po II. světové válce kostel bez většího využití chátral. V 90. letech 20. století proběhla obnova exteriéru.

## Architektura
Jednolodní stavba s polokruhově uzavřeným odsazeným presbytářem, orientovaného k východu, s opěráky a boční sakristií. Připojená sakristie je ve formě malé kaple se sanktusníkem. Všechna okna presbytáře, lodi i přízemí věže lunetová, z doby přestavby 1834. Západní věž se nachází v ose průčelí lodi a je částečně zapuštěná do svahu. Do ní vstup od jihu v úrovni podlahy lodi a od západu na emporu, vnější schodiště. Zvonové patro věže se otevírá čtyřmi zvukovými okny se segmentovými záklenky. Ve věži se na dřevěné konstrukci nachází bohatě zdobený zvon z roku 1571 od Brikcího z Cimperka. V minulosti se tu nacházel zvon z roku 1518 od Tomáše z Litoměřic, zrekvírovaný za I. světové války. Sanktusník umístěný na sakristii je prázdný, býval v něm zavěšen zvon z roku 1794 od Josefa Pitschmanna. Kostel má pravoúhlý boční vstup. Vnější fasády prosté, členěné jen mělkými štukovými rámci. Uvnitř jsou loď i presbytář sklenuty plackou.

## Zařízení
Na hlavním oltáři je obraz sv. Petra a Pavla od litoměřického malíře E. Eyserta.

## Využití
Kostel ve 21. století bohoslužebným účelům pravidelně slouží 1× ročně (okolo 14. září), kdy je zde slavena poutní mše svatá. V průběhu roku se v něm slouží příležitostně.

## Okolí kostela

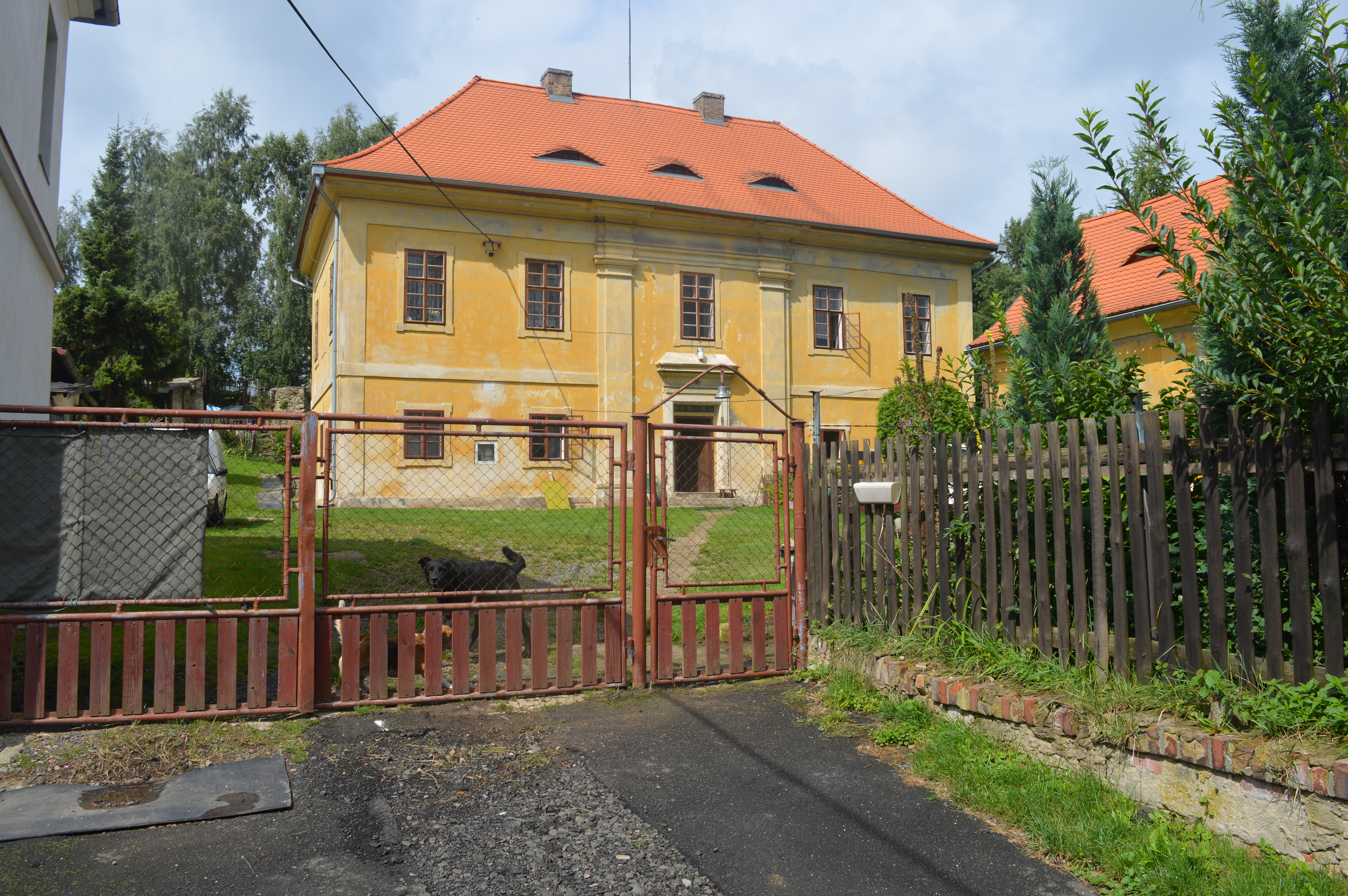
Žimská fara

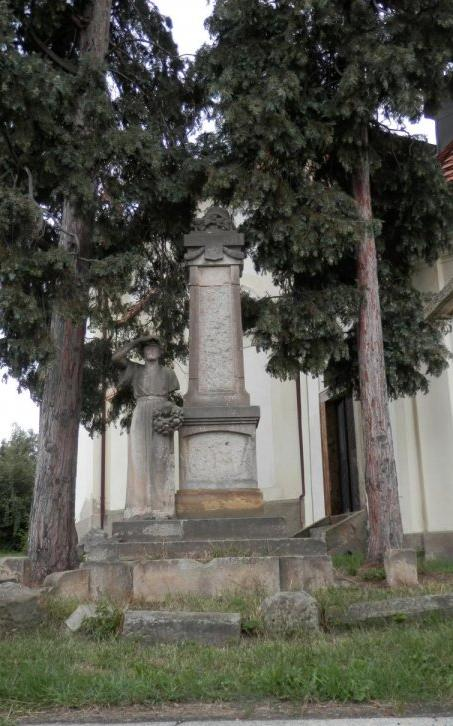
Pomník obětem první světové války

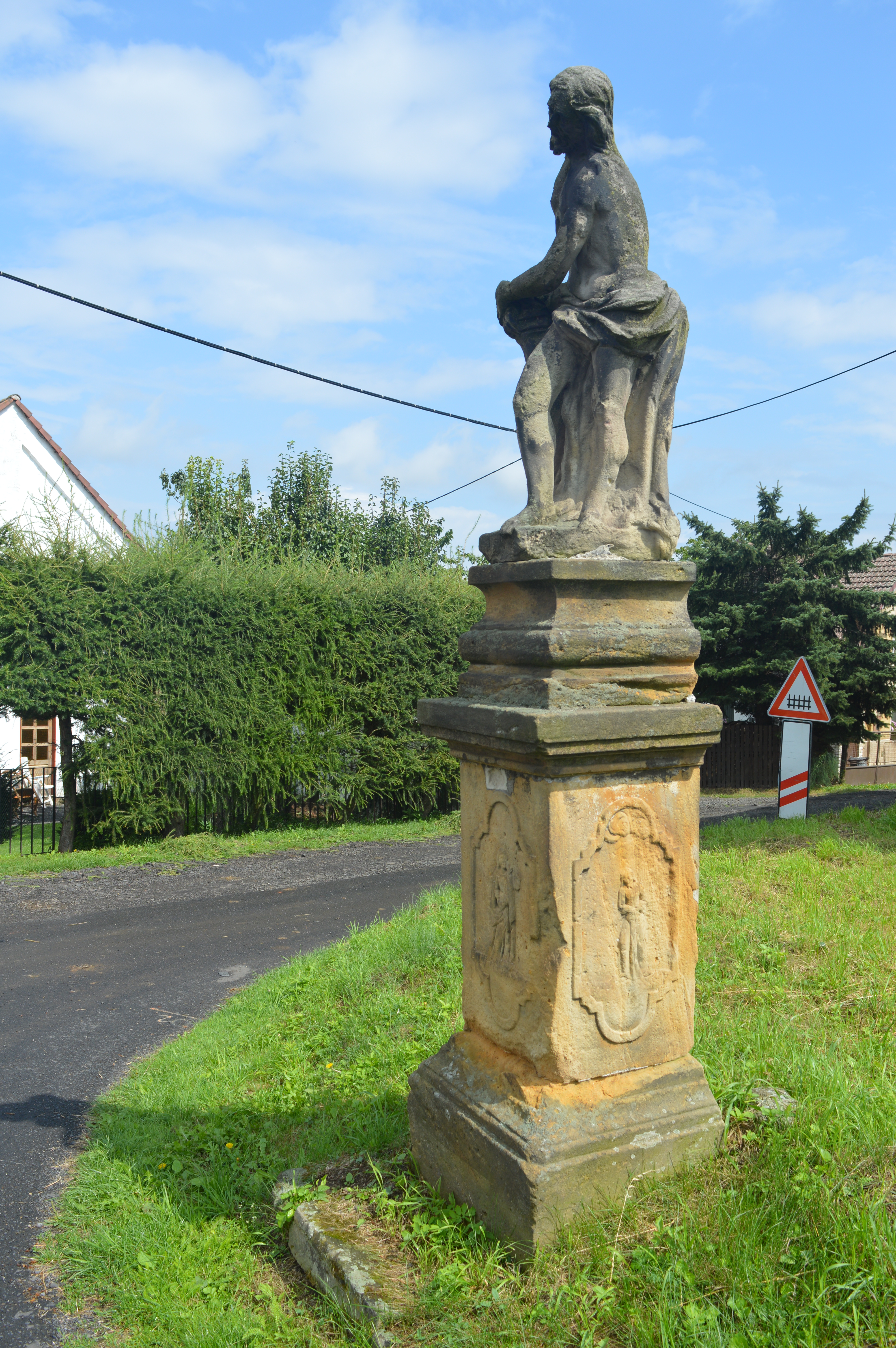
Socha Ecce homo

U sakristie pomník padlým z I. světové války. Nedaleko kostela se nachází budova fary (čp. 1). Jedná se o barokní stavbu z roku 1712, která byla nově upravena po roce 1950. Stavba je patrová, obdélná s obdélnými okny v rámci s uchy. Střední osa fasády je vymezena průběžnými pilastry. Přízemí fary je sklenuto valenou klenbou s lunetami. V obci se nachází také empírová socha Ecce homo pocházející z období před rokem 1800. Stojí na hranatém soklu s plochými reliéfy světců. Místní kříž je z roku 1837. Je pozdně empírový, kamenný a strojí na hranolovém soklu s reliéfem Madony.